# 阿伯丁足球俱乐部

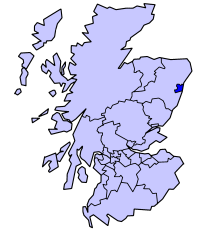
亞伯丁地理位置

鴨巴甸足球會 （Aberdeen Football Club）是蘇格蘭足球超級聯賽球队之一。球隊於1903年由三支亞伯丁的球隊合併成立，是蘇格蘭頂級球隊之一。曼聯的传奇教練亚历克斯·弗格森爵士在80年代曾帶領亞伯丁取得輝煌的成績，獲得三屆聯賽冠軍并在1983年的欧洲优胜者杯決賽加時後以2-1擊敗皇家馬德里。鴨巴甸是唯一贏得过多項歐洲足球錦標（欧洲优胜者杯及欧洲超级杯）的蘇格蘭球隊。主場球場為皮托德里球場，可容20,961名觀眾。

## 球會歷史
現時的鴨巴甸足球會由三支同市球隊鴨巴甸（Aberdeen）、维多利亚聯隊（Victoria United）及奥里恩（Orion）合併組成。在1903年3月20日有超過1,600名市民出席有關三支球隊合併的公開會議，議程經討論後獲得通過，同年4月14日三支球隊正式合併成為鴨巴甸足球會。球隊成立首季參加北部聯賽（Northern League），當時穿著全白的球衣及球褲。翌年獲准加入蘇格蘭足球聯盟乙組聯賽，將球衣改為黑及金黃色而獲得“黃蜂”的綽號，雖然只獲得第七位，仍然獲准在來年（1905/06年球季）加入甲組比賽，開始從不間斷的頂級聯賽生涯。
鴨巴甸在1930年代中期開始改穿全紅的球衣及球褲，雖然一直保持勁旅本色，但與獎項無緣。直到1947年才在決賽2-1擊敗喜百年首次奪得蘇格蘭杯冠軍，隨後在1954/55年獲得聯賽冠軍，有力打破“老字號”壟斷蘇格蘭足球的局面。1967年鴨巴甸以“華盛頓皮鞭”（Washington Whips）的名義出戰美國足球協會聯賽。
亚历克斯·弗格森爵士在1978年從圣米伦的加盟徹底改變鴨巴甸的命運，在1978至1986年之間共取得三次聯賽冠軍、四屆蘇格蘭杯冠軍、聯賽杯、欧洲优胜者杯及超級盃。在這時期鴨巴甸及邓迪联聯手打破“老字號”的壟斷而被合稱為“新字號”。
亚历克斯·弗格森爵士在1986年11月離開鴨巴甸轉投曼联使董事會面對艱鉅的領隊繼任人選問題，結果令人難以理解地挑選鮮為人知的接手，畢打菲災難性的任期只維持到1988年5月便以辭職結束。及組成聯合領隊取代畢打菲，在1989/90年成功獲得雙料冠軍而重震昔日雄風。在1990/91年聯賽在13戰取得12勝的佳績而以得失球差力壓格拉斯哥流浪位列榜首，最後一戰作客格拉斯哥流浪，因臨時改變戰術（最終導致史葛離開）及的梅開二度而將冠軍拱手讓人，使格拉斯哥流浪打破些路迪的紀錄获得九連冠。
史勿夫孤軍作戰，在1992年被辭退，接任的名宿威利·米拿未能成功擺脫厄運，自此球隊開始不斷更換領隊。在1990年代後期，鴨巴甸逐漸步向衰落，再難挑戰些路迪及格拉斯哥流浪的地位，甚至面對降級的危險。
現任領隊吉米·考爾德伍德希望將鴨巴甸帶回正軌，在任教首年即帶領球隊重回頭六位，是鴨巴甸近三季最好的成績。

## 主場球場
皮托德里球場（Pittodrie）位於蘇格蘭阿伯丁，在1899年啟用，鴨巴甸在1903年遷入作為主場球場，是全英國首座全座席及全面有蓋的運動場，亦是首創“戰壕式”（''）後備席的球場。
皮托德里以前稱為皮托德里公園球場，直到1960年代才從名字中刪去“公園”，現時可容22,199名觀眾，是蘇格蘭境內最大的球場之一，最高入場觀眾紀錄為45,061人，在1954年由鴨巴甸對哈茨的比賽所創出。
新升級的因弗内斯因主場設施未合符蘇超的要求，正在改建中，故此在2004/05年賽季上半季借用皮托德里作為主場球場，2005年蘇超放寬座位數量要求到6,000，恩華尼斯才能回到主場比賽。

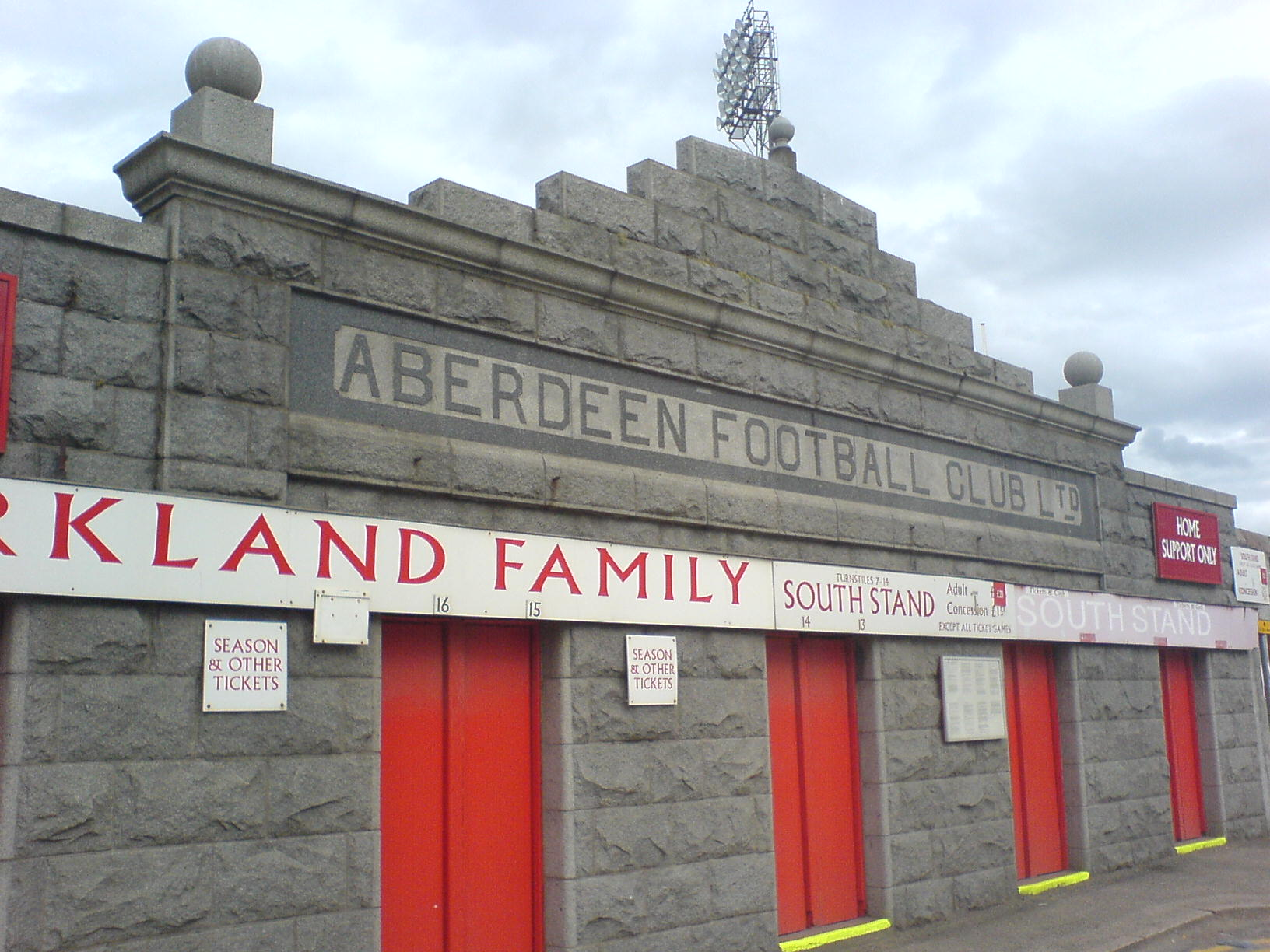
皮托德里球場花崗石立面
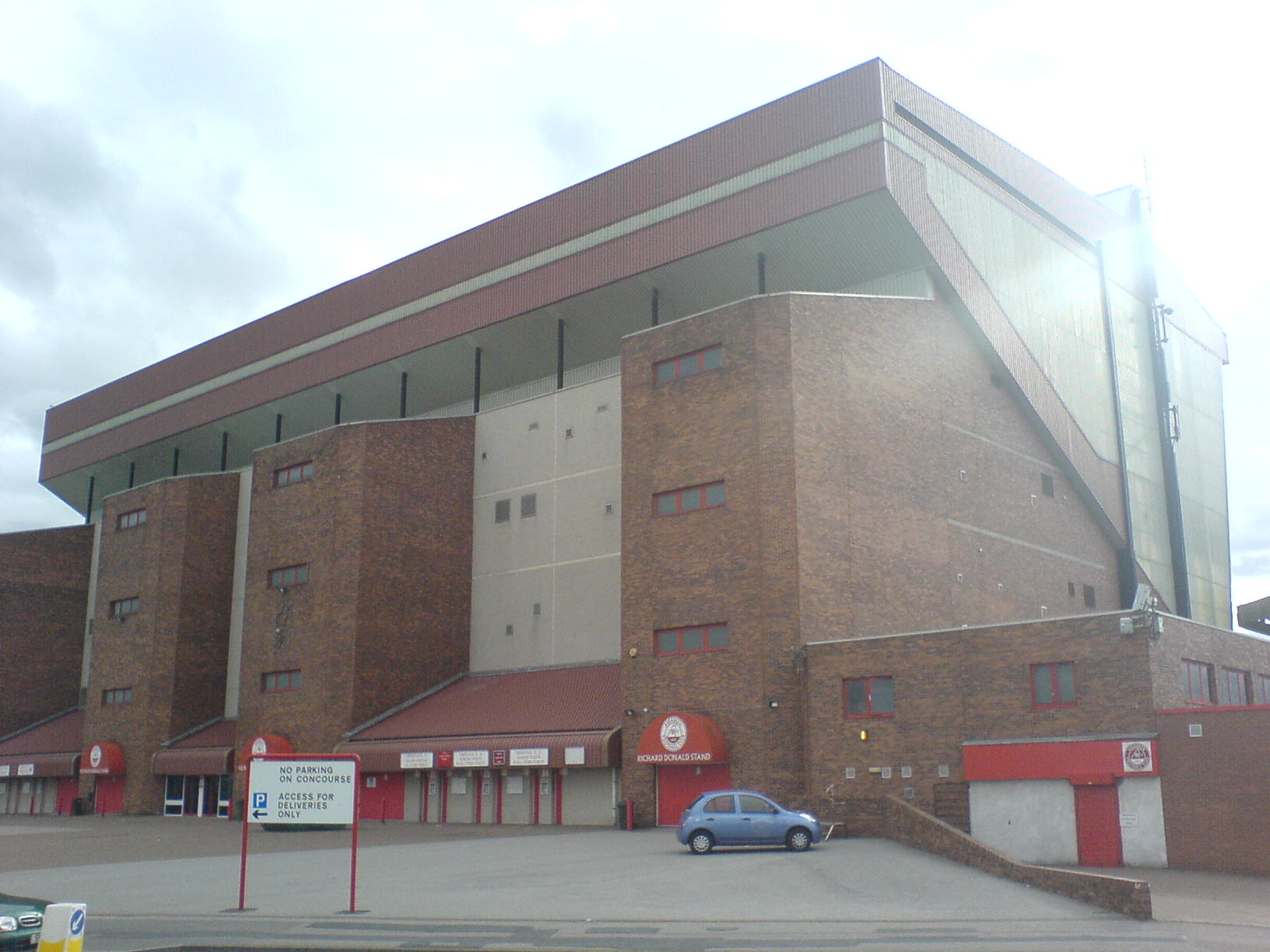
李察當奴看台

## 球员名单
| 编号  | 国籍       | 球员名字                           | 位置   | 出生日期       |       |       |       |
| 门 将 | 门 将      | 门 将                              | 门 将  | 门 将          | 门 将 | 门 将 | 门 将 |
| ----- | ---------- | ---------------------------------- | ------ | -------------- | ----- | ----- | ----- |
| 1     | 英格兰     | 乔·刘易斯（Joe Lewis）             | 门将   | 1987年10月6日  |       |       |       |
| 24    | 荷兰       | 科勒·羅斯                          | 门将   | 1992年5月31日  |       |       |       |
| 30    | 蘇格蘭     | 汤姆·里奇                          | 门将   | 2003年1月27日  |       |       |       |
| ––    | 蘇格蘭     | 罗斯·杜汉                          | 门将   | 1998年3月29日  |       |       |       |
| 后 卫 |            |                                    |        |                |       |       |       |
| 2     | 蘇格蘭     | 尼基·德夫林                        | 边后卫 | 1993年10月17日 |       |       |       |
| 3     | 蘇格蘭     | 杰克·麦肯齐                        | 边后卫 | 2000年4月7日   |       |       |       |
| 5     | 英格兰     | 里斯·威廉斯（Rhys Williams）       | 中后卫 | 2001年2月3日   |       |       |       |
| 25    | 英格兰     | 杰登·理查森                        | 边后卫 | 2000年9月4日   |       |       |       |
| 26    | 英格兰     | 安東尼·史超活                      | 中后卫 | 1992年9月15日  |       |       |       |
| 27    | 英格兰     | 安格斯·麥當奴                      | 中后卫 | 1992年10月15日 |       |       |       |
| 28    | 蘇格蘭     | 杰克·米尔恩                        | 中后卫 | 2003年2月10日  |       |       |       |
| 31    | 马拉维     | 基兰·恩温亚                        | 边后卫 | 2002年9月25日  |       |       |       |
| 中 场 |            |                                    |        |                |       |       |       |
| 4     | 蘇格蘭     | 格雷姆·希恩尼爾（Graeme Shinnie）  | 后腰   | 1991年8月4日   |       |       |       |
| 8     | 蘇格蘭     | 康纳·巴隆                          | 中场   | 2002年8月29日  |       |       |       |
| 10    | 英格兰     | 莱顿·克拉克森（Leighton Clarkson） | 后腰   | 2001年10月19日 |       |       |       |
| 16    | 阿尔巴尼亚 | 伊尔伯·拉马达尼                    | 后腰   | 1996年4月21日  |       |       |       |
| 17    | 爱尔兰     | 乔纳森·海耶斯                      | 中场   | 1987年7月9日   |       |       |       |
| 21    | 美国       | 丹特·波尔瓦拉                      | 后腰   | 2000年6月21日  |       |       |       |
| 23    | 蘇格蘭     | 瑞恩·邓肯                          | 中场   | 2004年1月18日  |       |       |       |
| 前 锋 |            |                                    |        |                |       |       |       |
| 9     | 北馬其頓   | 博扬·米奥夫斯基                    | 前鋒   | 1999年6月24日  |       |       |       |
| 11    | 佛得角     | 杜克                               | 前锋   | 2000年2月16日  |       |       |       |
| 18    | 英格兰     | 谢登·莫里斯                        | 边锋   | 2001年11月3日  |       |       |       |
| 19    | 斯洛文尼亚 | 埃斯特尔·索克勒                    | 前锋   | 1999年6月4日   |       |       |       |
| 22    | 荷兰       | 维森特·贝苏伊延                    | 边锋   | 2001年4月10日  |       |       |       |
| 36    | 蘇格蘭     | 阿尔菲·巴维奇                      | 前锋   | 2006年4月11日  |       |       |       |

## 球會榮譽
| 榮譽              | 次數        | 年度                                                                   |
| 聯 賽 比 賽       | 聯 賽 比 賽 | 聯 賽 比 賽                                                            |
| ----------------- | ----------- | ---------------------------------------------------------------------- |
| 頂級聯賽 冠軍     | 4           | 1954–55, 1979–80, 1983–84, 1984–85                                     |
| 盃 賽 比 賽       |             |                                                                        |
| 蘇格蘭足總盃 冠軍 | 8           | 1946–47, 1969–70, 1981–82, 1982–83, 1983–84, 1985–86, 1989–90, 2024–25 |
| 蘇格蘭聯賽盃 冠軍 | 6           | 1955–56, 1976–77, 1985–86, 1989–90, 1995–96, 2013–14                   |
| 歐 洲 比 賽       |             |                                                                        |
| 冠軍              | 1           | 1982–83                                                                |
| 歐洲超級盃 冠軍   | 1           | 1983                                                                   |

## 著名球星
- 亚历克斯·杰克逊（Alex Jackson）
- 查理·曲克（英语：Charlie Cooke (footballer)）（Charlie Cooke）
- 马丁·巴肯（Martin Buchan）
- 乔·哈珀（英语：Joe Harper (footballer)）（Joe Harper）
- 史蒂夫·阿奇博尔德（Steve Archibald）
- 查理·尼古拉斯（Charlie Nicholas）
- 威利·米拿（Willie Miller）
- 吉姆·莱顿（Jim Leighton）
- 亚历克斯·麥克萊什（Alex McLeish）
- （Gordon Strachan）

## 外部連結
- 鴨巴甸官方網站 （页面存档备份，存于）